# Communauté de communes de la Matheysine
Die Communauté de communes de la Matheysine ist ein französischer Gemeindeverband mit Rechtsform einer Communauté de communes im Département Isère, dessen Verwaltungssitz sich im Ort Susville befindet. Der Verband liegt am Südrand des Départements und konzentriert sich auf das Tal des Gebirgsflusses Drac, durch das die Route Napoléon führt. Das Gebiet der Mitgliedsgemeinden erstreckt sich vom Drac aus vorwiegend nach Osten in das Écrins-Massiv. Der Gemeindeverband besteht aus 43 Gemeinden und zählt 19.010 Einwohner (Stand 2022) auf einer Fläche von 638,7 km2. Präsident des Gemeindeverbandes ist Joël Pontier.

## Geschichte
Die Communauté de communes de la Matheysine, du Pays de Corps et des Vallées du Valbonnais entstand am 1. Januar 2014 aus der Fusion von drei benachbarten ehemaligen Gemeindeverbänden, die jeweils schon eine Zeit lang bestanden:
- Communauté de communes de la Matheysine: Verband von 11 Gemeinden rund um den Ort La Mure, gegründet am 1. Januar 1995;
- Communauté de Communes du Pays de Corps: Verband von 13 Gemeinden aus dem Tal des Drac mit ehemaligem Sitz in Corps, gegründet am 18. Dezember 2000;
- Communauté de Communes des Vallées du Valbonnais: Verband von zehn Gemeinden aus dem Gebirgstal der Bonne mit ehemaligem Sitz in Valbonnais, gegründet am 1. Januar 2003;
- den zehn einzelnen Gemeinden Cognet, Marcieu, Mayres-Savel, Monteynard, Nantes-en-Ratier, Ponsonnas, Prunières, Saint-Arey, Saint-Honoré und Sousville, die vorher keiner Communauté de communes angehörten.

## Historische Entwicklung
Mit Wirkung vom 1. Januar 2017 wurde der Gemeindeverband auf den früheren Namen Communauté de communes de la Matheysine umbenannt und der Verwaltungssitz von La Mure nach Susville verlegt.
Mit Wirkung vom 1. Januar 2019 gingen die ehemaligen Gemeinden Chantelouve und Le Périer in die Commune nouvelle Chantepérier auf. Dadurch verringerte sich die Anzahl der Mitgliedsgemeinden auf 43.

## Aufgaben
Zu den vorgeschriebenen Kompetenzen gehören die Entwicklung und Förderung wirtschaftlicher Aktivitäten und des Tourismus sowie die Raumplanung auf Basis eines Schéma de Cohérence Territoriale. Der Gemeindeverband betreibt die Straßenmeisterei, die Abwasserentsorgung (teilweise) und die Müllabfuhr und -entsorgung. Zusätzlich baut und unterhält der Verband Kultur- und Sporteinrichtungen und bestimmt die Wohnungsbaupolitik.

## Mitgliedsgemeinden
Folgende 43 Gemeinden gehören der Communauté de communes de la Matheysine an:
| Gemeinde                                | Einwohner 1. Januar 2022 | Fläche km² | Dichte Einw./km² | Code INSEE | Postleitzahl |
| --------------------------------------- | ------------------------ | ---------- | ---------------- | ---------- | ------------ |
| Ambel                                   | 32                       | 4,83       | 7                | 38008      | 38970        |
| Beaufin                                 | 20                       | 6,36       | 3                | 38031      | 38970        |
| Chantepérier                            | 211                      | 81,40      | 3                | 38073      | 38740        |
| Cholonge                                | 344                      | 8,92       | 39               | 38106      | 38220        |
| Cognet                                  | 36                       | 1,80       | 20               | 38116      | 38350        |
| Corps                                   | 424                      | 11,22      | 38               | 38128      | 38970        |
| Entraigues                              | 225                      | 21,66      | 10               | 38154      | 38740        |
| La Morte                                | 139                      | 19,45      | 7                | 38264      | 38350        |
| La Motte-d’Aveillans                    | 1.727                    | 9,78       | 177              | 38265      | 38770        |
| La Motte-Saint-Martin                   | 454                      | 14,64      | 31               | 38266      | 38770        |
| La Mure                                 | 4.940                    | 8,33       | 593              | 38269      | 38350        |
| La Salette-Fallavaux                    | 82                       | 22,29      | 4                | 38469      | 38970        |
| La Salle-en-Beaumont                    | 347                      | 9,26       | 37               | 38470      | 38350        |
| La Valette                              | 64                       | 7,87       | 8                | 38521      | 38350        |
| Laffrey                                 | 468                      | 6,72       | 70               | 38203      | 38220        |
| Lavaldens                               | 161                      | 41,40      | 4                | 38207      | 38350        |
| Les Côtes-de-Corps                      | 73                       | 9,83       | 7                | 38132      | 38970        |
| Marcieu                                 | 68                       | 11,97      | 6                | 38217      | 38350        |
| Mayres-Savel                            | 92                       | 12,51      | 7                | 38224      | 38350        |
| Monestier-d’Ambel                       | 14                       | 11,02      | 1                | 38241      | 38970        |
| Monteynard                              | 500                      | 10,72      | 47               | 38254      | 38770        |
| Nantes-en-Ratier                        | 468                      | 12,13      | 39               | 38273      | 38350        |
| Notre-Dame-de-Vaulx                     | 518                      | 7,88       | 66               | 38280      | 38144        |
| Oris-en-Rattier                         | 108                      | 18,83      | 6                | 38283      | 38350        |
| Pellafol                                | 134                      | 34,73      | 4                | 38299      | 38970        |
| Pierre-Châtel                           | 1.485                    | 11,48      | 129              | 38304      | 38119        |
| Ponsonnas                               | 289                      | 2,90       | 100              | 38313      | 38350        |
| Prunières                               | 378                      | 8,20       | 46               | 38326      | 38350        |
| Quet-en-Beaumont                        | 79                       | 8,10       | 10               | 38329      | 38970        |
| Saint-Arey                              | 73                       | 6,67       | 11               | 38361      | 38350        |
| Saint-Honoré                            | 819                      | 14,58      | 56               | 38396      | 38350        |
| Saint-Jean-de-Vaulx                     | 526                      | 10,73      | 49               | 38402      | 38220        |
| Saint-Laurent-en-Beaumont               | 419                      | 13,15      | 32               | 38413      | 38350        |
| Saint-Michel-en-Beaumont                | 32                       | 8,04       | 4                | 38428      | 38350        |
| Saint-Pierre-de-Méaroz                  | 105                      | 4,64       | 23               | 38444      | 38350        |
| Saint-Théoffrey                         | 609                      | 5,75       | 106              | 38462      | 38119        |
| Sainte-Luce                             | 41                       | 7,95       | 5                | 38414      | 38970        |
| Siévoz                                  | 134                      | 7,37       | 18               | 38489      | 38350        |
| Sousville                               | 145                      | 2,93       | 49               | 38497      | 38350        |
| Susville                                | 1.148                    | 9,91       | 116              | 38499      | 38350        |
| Valbonnais                              | 514                      | 23,95      | 21               | 38518      | 38740        |
| Valjouffrey                             | 167                      | 72,56      | 2                | 38522      | 38740        |
| Villard-Saint-Christophe                | 398                      | 14,22      | 28               | 38552      | 38119        |
| Communauté de communes de la Matheysine | 19.010                   | 638,68     | 30               | –          | –            |